# 大和朝倉站

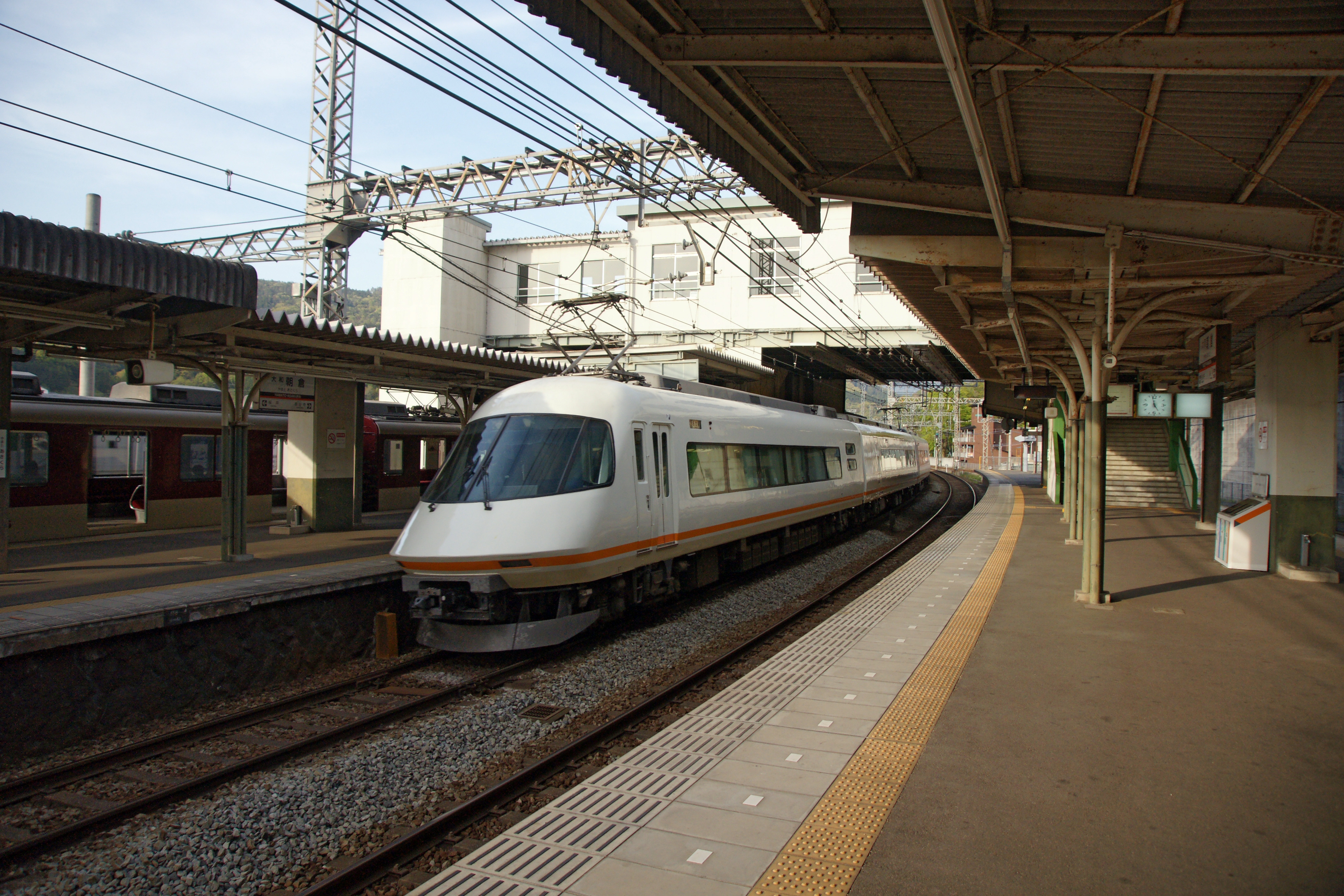
月台

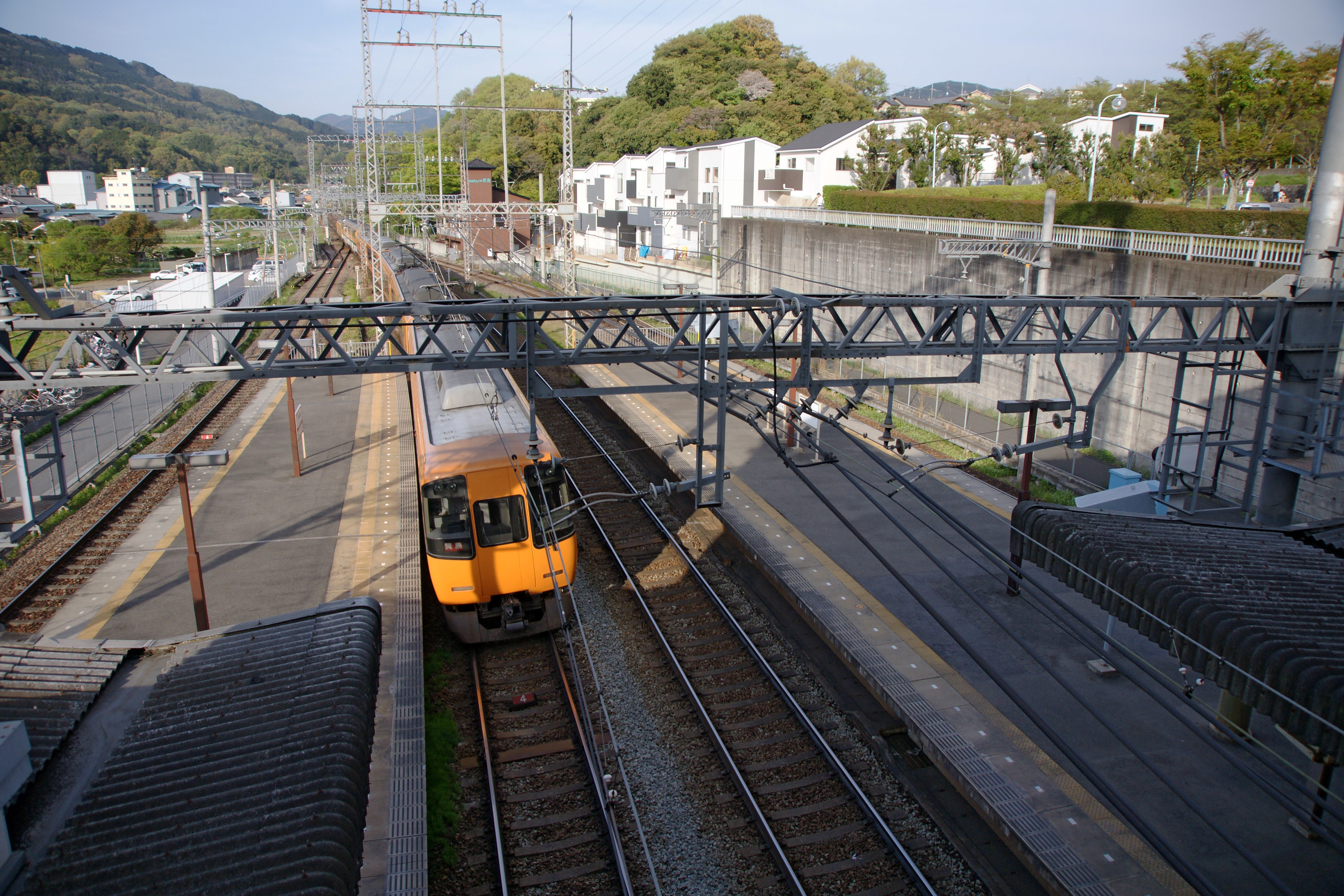
從橋上觀看月台

大和朝倉站（日语：／ Yamato-Asakura eki */?）是位於奈良縣櫻井市大字慈恩寺，近畿日本鐵道（近鐵）的大阪線車站。車站編號為「D43」。

## 歷史
- 1944年（昭和19年）11月3日 - 近鐵大阪線櫻井至長谷寺之間開設此站[1]。
- 1996年（平成8年）3月15日 - 加設待避線，使設定班次更有彈性。
- 2007年（平成19年）4月1日 - 車站可以使用PiTaPa[2]。
- 2010年（平成22年）10月10日 - 天皇和皇后乘坐皇家列車前往此站作奈良視察，該列車行走大阪上本町至此站之間[3][4]。列車使用21020系（日语：近鉄21020系電車）（Urban Liner next）的第1編成[3][4]。
- 2018年（平成30年）3月17日 - 成為急行停靠站[5]。

## 車站構造
車站為地面車站，設有2面4線的島式月台，可進行列車待避。月台可容納6卡車廂。車站設有南北兩方出入口。南邊的出口與跨站式站房相同高度。

### 月台
| 月台 | 路線   | 上下行 | 方向                                                     | 備註         |
| ---- | ------ | ------ | -------------------------------------------------------- | ------------ |
| 1    | 大阪線 | 下行   | 榛原、名張、伊勢中川、伊勢志摩、名古屋方向               |              |
| 1    | 大阪線 | 上行   | 櫻井、大和八木、大阪上本町、大阪難波、尼崎、神戶三宮方向 | 只限部分列車 |
| 2    | 大阪線 | 下行   | 榛原、名張、伊勢中川、伊勢志摩、名古屋方向               |              |
| 3・4 | 大阪線 | 上行   | 櫻井、大和八木、大阪上本町、大阪難波、尼崎、神戶三宮方向 |              |

內側2線（2、3號月台）為主本線，外側2線（1、4號月台）為待避線。1號月台近大阪一方設有渡線，使列車可在此站可作折返。

### 停靠列車
- 急行以下的一般列車停靠此站[6]。
- 幾乎整日都設有準急、區間準急、普通列車於此站拆返[6]，來自高安、五位堂車廠的試行列車會在此站折返。在2018年3月17日時間表修正前，長谷寺站與此站不是急行停靠站，但是當時間表發生混亂時，定期列車會臨時在此站折返。
  - 在日間，每小時設有3班急行列車（櫻井站至榊原溫泉口站之間各站停車），1班前往榛原的區間準急（近鐵八尾站至名張站之間各站停車）。另外，每小時從大阪方向各有2班區間準急和普通列車在此站折返。在早上和黃昏以後，毎小時設有2班至3班列車於此站折返。在夜間設有1班從此站出發前往五位堂的普通列車[6]。
- 部分準急以下的列車會在此站待避特急或快速急行列車，部分急行列車會在此站待避特急列車[6]。

### 車站設備、營業上
- 此站是由榛原站管理的有人車站。設有可使用PiTaPa、ICOCA的自動閘機（日语：自動改札機）和自動補票機（日语：自動精算機）（可支援回數（日语：回数乗車券）卡及IC卡，以及IC卡增值功能）。
- 此站起以東車站不可購買聯絡車票前往阪神電鐵線車站（經大阪難波站），反之，阪神線車站不可購買此站以東的聯絡車票。如需前往阪神電鐵線車站，需要在鶴橋站或大阪上本町站轉乘奈良線列車，然後在下車站進行補票。如需前往神戶高速線、山陽電鐵、神戶電鐵車站，需要在大阪難波站下車購買另一張車票。

## 使用狀況
- 以下會列出此站使用狀況變遷[7][8]。
  - 一年乘車人次以人作單位。更適合用於比較年度數據。
  - 上下車人次調査結果是在任意1日記錄，以人作單位。但需注意，由於在調査日的天氣、活動等原因，使數字變動會比一年乘車人次為大。
  - 當中，最高値會使用紅色，在最高値記錄年度以後的最低値使用青色、在最高値記錄年度以前的最低値使用綠色作標記。

| 年度使用狀況（大和朝倉站） | 年度使用狀況（大和朝倉站） | 年度使用狀況（大和朝倉站） | 年度使用狀況（大和朝倉站） | 年度使用狀況（大和朝倉站） | 年度使用狀況（大和朝倉站） | 年度使用狀況（大和朝倉站） | 年度使用狀況（大和朝倉站） |
| 年 度                      | 一年乘車人次：人／年度     | 一年乘車人次：人／年度     | 一年乘車人次：人／年度     | 一年乘車人次：人／年度     | 上下車人次調査結果 人／日  | 上下車人次調査結果 人／日  | 特別事項                   |
| -------------------------- | -------------------------- | -------------------------- | -------------------------- | -------------------------- | -------------------------- | -------------------------- | -------------------------- |
| 年 度                      | 通勤定期乘客               | 上學定期乘客               | 其他乘客                   | 合計                       | 調査日                     | 調査結果                   | 特別事項                   |
| 1982年（昭和57年）         |                            | ←←←←                       |                            |                            | 11月16日                   | 3,022                      |                            |
| 1983年（昭和58年）         |                            | ←←←←                       |                            |                            | 11月8日                    | 3,276                      |                            |
| 1984年（昭和59年）         |                            | ←←←←                       |                            |                            | 11月6日                    | 3,427                      |                            |
| 1985年（昭和60年）         |                            | ←←←←                       |                            |                            | 11月12日                   | 3,444                      |                            |
| 1986年（昭和61年）         |                            | ←←←←                       |                            |                            | 11月11日                   | 3,766                      |                            |
| 1987年（昭和62年）         |                            | ←←←←                       |                            |                            | 11月10日                   | 3,742                      |                            |
| 1988年（昭和63年）         |                            | ←←←←                       |                            |                            | 11月8日                    | 4,479                      |                            |
| 1989年（平成元年）         |                            | ←←←←                       |                            |                            | 11月14日                   | 4,127                      |                            |
| 1990年（平成2年）          |                            | ←←←←                       |                            |                            | 11月6日                    | 4,452                      |                            |
| 1991年（平成3年）          |                            | ←←←←                       |                            |                            |                            |                            |                            |
| 1992年（平成4年）          |                            | ←←←←                       |                            |                            | 11月10日                   | 4,150                      |                            |
| 1993年（平成5年）          |                            | ←←←←                       |                            |                            |                            |                            |                            |
| 1994年（平成6年）          |                            | ←←←←                       |                            |                            |                            |                            |                            |
| 1995年（平成7年）          |                            | ←←←←                       |                            |                            | 12月5日                    | 3,713                      |                            |
| 1996年（平成8年）          |                            | ←←←←                       |                            |                            |                            |                            | 加設待避線                 |
| 1997年（平成9年）          |                            | ←←←←                       |                            |                            |                            |                            |                            |
| 1998年（平成10年）         |                            | ←←←←                       |                            |                            |                            |                            |                            |
| 1999年（平成11年）         |                            | ←←←←                       |                            |                            |                            |                            |                            |
| 2000年（平成12年）         |                            | ←←←←                       |                            |                            |                            |                            |                            |
| 2001年（平成13年）         |                            | ←←←←                       |                            |                            |                            |                            |                            |
| 2002年（平成14年）         |                            | ←←←←                       |                            |                            |                            |                            |                            |
| 2003年（平成15年）         |                            | ←←←←                       |                            |                            |                            |                            |                            |
| 2004年（平成16年）         |                            | ←←←←                       |                            |                            |                            |                            |                            |
| 2005年（平成17年）         | 436,560                    | ←←←←                       | 127,029                    | 563,589                    | 11月8日                    | 2,774                      |                            |
| 2006年（平成18年）         |                            | ←←←←                       |                            |                            |                            |                            |                            |
| 2007年（平成19年）         |                            | ←←←←                       |                            |                            |                            |                            |                            |
| 2008年（平成20年）         |                            | ←←←←                       |                            |                            | 11月18日                   | 2,533                      |                            |
| 2009年（平成21年）         |                            | ←←←←                       |                            |                            |                            |                            |                            |
| 2010年（平成22年）         |                            | ←←←←                       |                            |                            | 11月9日                    | 2,344                      |                            |
| 2011年（平成23年）         |                            | ←←←←                       |                            |                            |                            |                            |                            |
| 2012年（平成24年）         |                            | ←←←←                       |                            |                            | 11月13日                   | 2,189                      |                            |
| 2013年（平成25年）         |                            | ←←←←                       |                            |                            |                            |                            |                            |
| 2014年（平成26年）         |                            | ←←←←                       |                            |                            |                            |                            |                            |
| 2015年（平成27年）         |                            | ←←←←                       |                            |                            | 11月10日                   | 2,160                      |                            |
| 2016年（平成28年）         |                            | ←←←←                       |                            |                            |                            |                            |                            |
| 2017年（平成29年）         |                            | ←←←←                       |                            |                            |                            |                            |                            |
| 2018年（平成30年）         |                            | ←←←←                       |                            |                            | 11月13日                   | 2,125                      | 升級為急行停車站           |

## 車站周邊
- 近鐵朝倉台住宅區
- 畿央大學付屬幼稚園
- 舒明天皇陵墓
- 鏡王女（日语：鏡王女）陵墓
- 櫻井市立朝倉小學
- 朝倉郵局
- 國道165號（日语：国道165号）
- 國道166號（日语：国道166号）

## 巴士路線
櫻井市社區巴士
- 上之庄、JUSCO櫻井店方向循環線（經保健會館→櫻井站北出口→櫻井市政廳→上之庄→JUSCO櫻井店→櫻井稅務署→櫻井站北出口）＜星期一至五運行＞（假日、年尾年頭暫停服務）

## 相鄰車站
近畿日本鐵道
 大阪線
■快速急行
通過
■急行、■準急、■區間準急、■普通
櫻井（D42）－大和朝倉（D43）－長谷寺（D44）

## 註腳
1. ↑  曾根悟（監修）. . 朝日百科週刊. 2號 近畿日本鐵道 1. 朝日新聞出版. 2010-08-22: 18–23. ISBN 978-4-02-340132-7 （日语）.
2. ↑   (pdf) (新闻稿). 近畿日本鐵道. 2007-01-30  [2016-03-09]. （原始内容存档 (PDF)于2016-08-07） （日语）.
3. 1 2  行幸啓についてPDF（日語） - 奈良縣網站
4. 1 2  近鉄で21020系使用のお召列車運転 （页面存档备份，存于）（日語） - 鐵道迷（交友社）「railf.jp」鐵道新聞，2010年10月11日
5. ↑  2018年のダイヤ変更についてPDF（日語）
6. 1 2 3 4  近鐵時間表2018年3月17日時間表修正號，p.124 - p.147・p.284 - p.306
7. ↑  奈良縣統計年鑑 （页面存档备份，存于）（日語）
8. ↑  近鐵PR手冊「きんてつ」

## 外部連結
- 大和朝倉 - 近畿日本鐵道（日語）